# Chaconne (Sallinen)
Chaconne voor orgel is een compositie van de Fin Aulis Sallinen.
Het werk is een tussendoortje tussen twee werken voor orkest. Het is areligieuze muziek voor kerkorgel, gebouwd op het twaalftoonstelsel, zonder dat dat opvalt. Sallinen was toen al op weg naar meer tonale muziek. De première werd gegeven door Tapani Valsta in een kerk van Uusikaupunki.

## Discografie
- Uitgave BIS Records 64: Folke Folksam in de Olaus Petri Kerk te Helsinki in 1973